# Xorides scaber
Xorides scaber är en stekelart som först beskrevs av Johann Ludwig Christian Gravenhorst 1829.  Xorides scaber ingår i släktet Xorides och familjen brokparasitsteklar. Inga underarter finns listade i Catalogue of Life.